# 前田邦博
前田 邦博（まえだ くにひろ、1965年11月9日 - ）は、日本の政治家、行政書士、社会福祉士。元文京区議会議員（5期）。2017年、4人の地方議員とともに「LGBT自治体議員連盟」を設立。発足の記者会見で同性愛者であることを公表した。

## 来歴
東京都文京区に生まれる。文京区立誠之小学校、文京区立第六中学校、早稲田大学高等学院卒業。
1988年（昭和63年）3月、早稲田大学法学部卒業。同年4月、住宅・都市整備公団に入社。1996年（平成8年）、母親が若年性アルツハイマー病を発病。介護問題に直面、福祉や心理分野への関心が高まり公団を退職。以降、都内を中心に全国各地でカウンセラー養成講座の講師を行った。
1999年（平成11年）、文京区議会議員に初当選。2010年（平成22年）には「全国若手市議会議員の会」会長に就任している。議員活動では福祉施策に力を入れ、LGBT教育や公的書類の性別欄廃止を求めて区議会で質問を行った。
2017年（平成29年）7月6日、豊島区議の石川大我、世田谷区議の上川あや、中野区議の石坂わたる、埼玉県入間市議の細田智也らとともに「LGBT自治体議員連盟」を設立した。他の4人はすでに性的少数者であることを公表して活動を行っていたが、前田は発足の記者会見で同性愛者であることと、8年間共に暮らしたパートナーと15年前に死別していたことを初めて明かした。同連盟には趣旨に賛同する全国62自治体の議員78人（元職も含む）も参加。差別解消に向けた条例や制度の実現を目指す。
2019年（平成31年）4月1日、任期満了に伴う区議選に出馬しないことを表明した。